# Stuppach (Gemeinde Gloggnitz)
Stuppach ist eine Ortschaft und eine Katastralgemeinde der Gemeinde Gloggnitz im Bezirk Neunkirchen in Niederösterreich. Ursprünglich war Stuppach ein kleines Gassendorf mit Arbeiterwohnhäusern der ehemaligen Papierfabrik nordöstlich der Stadt Gloggnitz. Die Ortschaft hat 459 Einwohner (Stand 1. Jänner 2024).

## Siedlungsentwicklung
Zum Jahreswechsel 1979/1980 befanden sich in der Katastralgemeinde Stuppach insgesamt 187 Bauflächen mit 96.423 m² und 282 Gärten auf 382.327 m², 1989/1990 gab es 190 Bauflächen. 1999/2000 war die Zahl der Bauflächen auf 859 angewachsen und 2009/2010 bestanden 394 Gebäude auf 965 Bauflächen.
Laut Adressbuch von Österreich waren im Jahr 1938 in Stuppach ein Bäcker, eine Friseuse, fünf Gastwirte, drei Gemischtwarenhändler, eine Holzhändler, drei Obst- und Gemüsehändlerinnen, ein Schmied, ein Schuster, ein Viehhändler, ein Wasenmeister, ein Weber und mehrere Landwirte ansässig. Weiters gab es in Stuppach ein Zellulosefabrik und eine Papierfabrik.

## Bodennutzung
Die Katastralgemeinde ist landwirtschaftlich geprägt. 184 Hektar wurden zum Jahreswechsel 1979/1980 landwirtschaftlich genutzt und 52 Hektar waren forstwirtschaftlich geführte Waldflächen. 1999/2000 wurde auf 174 Hektar Landwirtschaft betrieben und 58 Hektar waren als forstwirtschaftlich genutzte Flächen ausgewiesen. Ende 2018 waren 136 Hektar als landwirtschaftliche Flächen genutzt und Forstwirtschaft wurde auf 61 Hektar betrieben. Die durchschnittliche Bodenklimazahl von Stuppach beträgt 28 (Stand 2010).

## Sehenswürdigkeiten
- Schloss Stuppach